# Pisztrángsügér
A pisztrángsügér (Micropterus salmoides) a sugarasúszójú halak (Actinopterygii) osztályának sügéralakúak (Perciformes) rendjébe, ezen belül a díszsügérfélék (Centrarchidae) családjába tartozó faj.
Magyarországon gazdasági jelentősége nincs, bár kitűnő sporthal és a húsa is ízletes. A horgászok körében több köznyelvi elnevezése is használt, mint például az amerikai pisztrángsügér, a nagyszájú sügér és a fekete sügér. A fekete sügér (Micropterus dolomieu) elnevezéssel célszerű vigyázni, mert külön halfajt takar.

## Előfordulása
A pisztrángsügér élőhelye Észak-Amerika tavai és folyói. Eredetileg a nagy-tavaktól délre a Mexikói-öbölig és Floridáig volt jelen, de mára a telepítéseinek köszönhetően az Amerikai Egyesült Államok szinte egész területén megtalálható. Brazíliába, a Fülöp-szigetekre, Hongkongba, Dél-Afrikába és 1883-tól Európába is betelepítették.
Érdekesség, hogy Max von dem Borne nevéhez köthető az európai állomány kialakítása, melyet az 1883-as importból származó halakból továbbtenyésztett tíz példányra alapozva kezdte meg. Jelentősebb állományai napjainkban Spanyolországban, Dél-Franciaországban és Angliában találhatóak. 1909-ben hozták be Magyarországra, a Balatonba a somogysárdi tógazdaságból került. Nagyobb állománya csak néhány bányatóban és folyóvízben, például a Kiskunság csatornáiban alakult ki.

## Megjelenése
A hal teste nyújtott, oldalról erősen lapított, az öregebb példányok háta valamivel magasabb, feje nagy (a teljes hossz több mint egynegyede). Felső állkapcsa a szemek mögé nyúlik. 65-70 fésűs pikkely van az oldalvonal mentén. Hátúszója egy mély bevágással osztott, az elülső rész (9-10 tüskés sugár) alacsonyabb, mint a hátulsó (1 tüskés és 12-13 lágy sugár); farok alatti úszója 3 tüskés és 10-11 lágy sugarú. A hasúszókat bőr nem köti össze; farokúszója gyengén kimetszett. Háta sötét, olajzöld; oldala világosabb, ezüstösen csillogó, egy szabálytalanul futó sötét hosszanti sávval, e fölött (ritkán alatta is) egyesével elhelyezkedő sötét foltok vannak; hasa fehér, vörhenyes ezüstfényű. Feje rézsútos, sötét csíkkal. Testhossza 40-60 centiméter, legfeljebb 97 centiméter. 30-32 csigolyája van.
Testtömege eredeti élőhelyén legfeljebb 10,1 kilogramm. A magyarországi horgászrekordot egy 2001-ben fogott, 3,7 kilogrammos példány tartja.

### Hasonló fajok
Könnyen összetéveszthető a fekete sügérrel (Micropterus dolomieu), de ennek a halnak a színezete sötétebb és testén sötét sávok láthatók. Hasonlít rá még a naphal (Lepomis gibbosus), de annak szája nem ér a szeme alá, háta magasabb és színezete élénkebb.

## Életmódja
Tavakban és a lassú folyóvizekben a nyugodt, mély öblöket, holtágakat keresi, ahol a belógó gyökerek, alámerült faágak vagy kövek között rejtőzködik. Tipikus élőhelye a sekély, könnyen felmelegedő dús növényzettel rendelkező részek. Az alacsony oxigéntartalmú vízben és a 30 Celsius-fokot meghaladó hőmérsékletű vízben is jól érzi magát. Táplálékát gerinctelen állatok, békalárvák, békák és apró halak alkotják. Néha egymást is felfalják. A pisztrángsügér, a gémek, jégmadarak és egyéb vízimadarak kedvenc táplálékát alkotja. Legfeljebb 23 évig él.

## Szaporodása
Ivarérettségét 3 éves korára éri el. Március-július között ívik. A hím revírjében teknőszerű, akár egy méter hosszú gödröt készít a fenéken, az ikrákat és később az ivadékot mindkét szülő őrzi és gondozza.

## Galéria

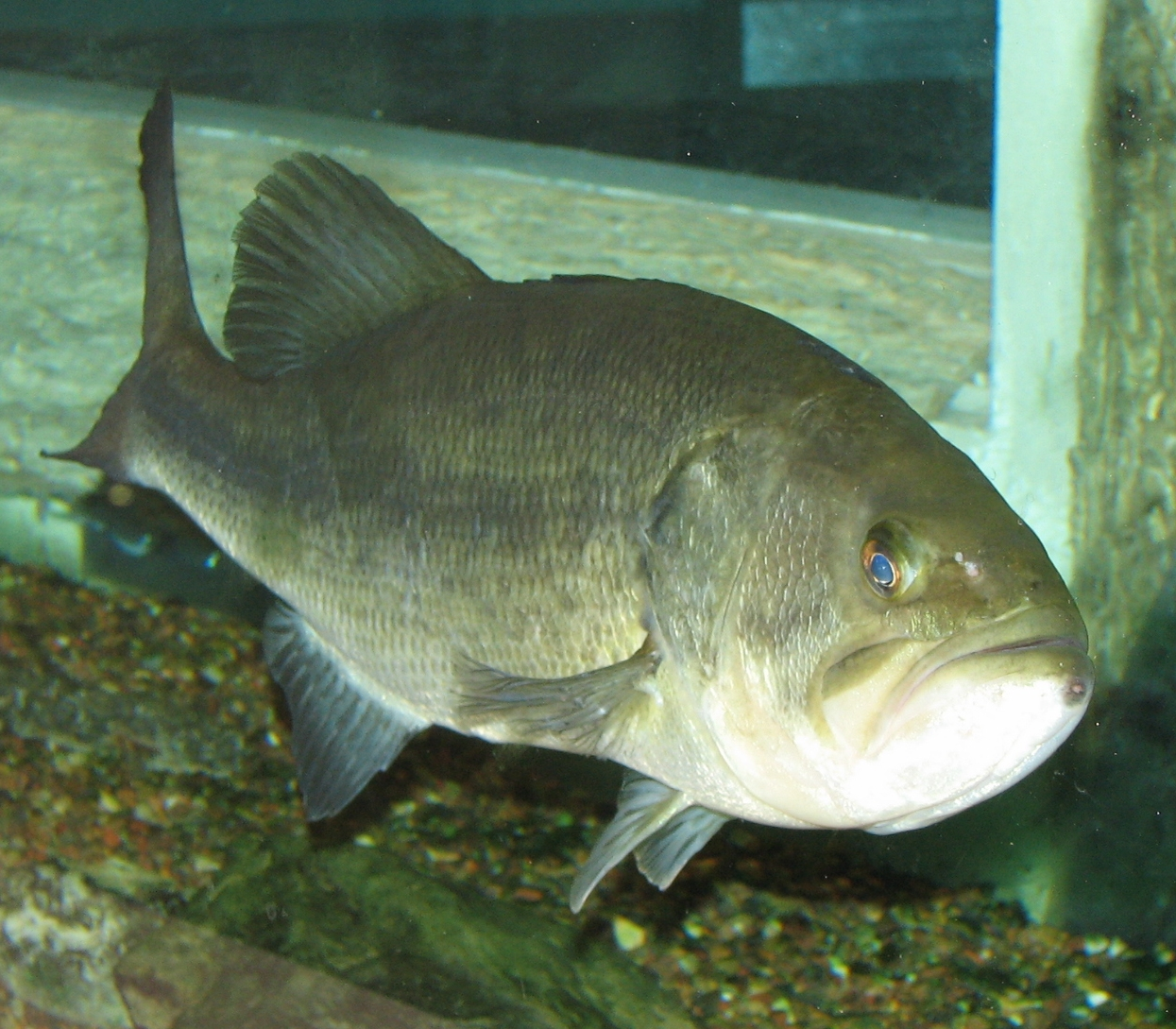
Egy kifejlett pisztrángsügér
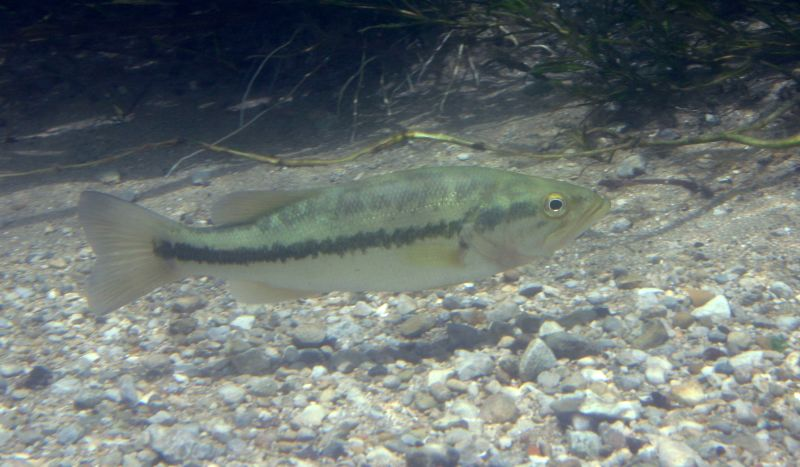
Pisztrángsügér a texasi San Marcos folyóban
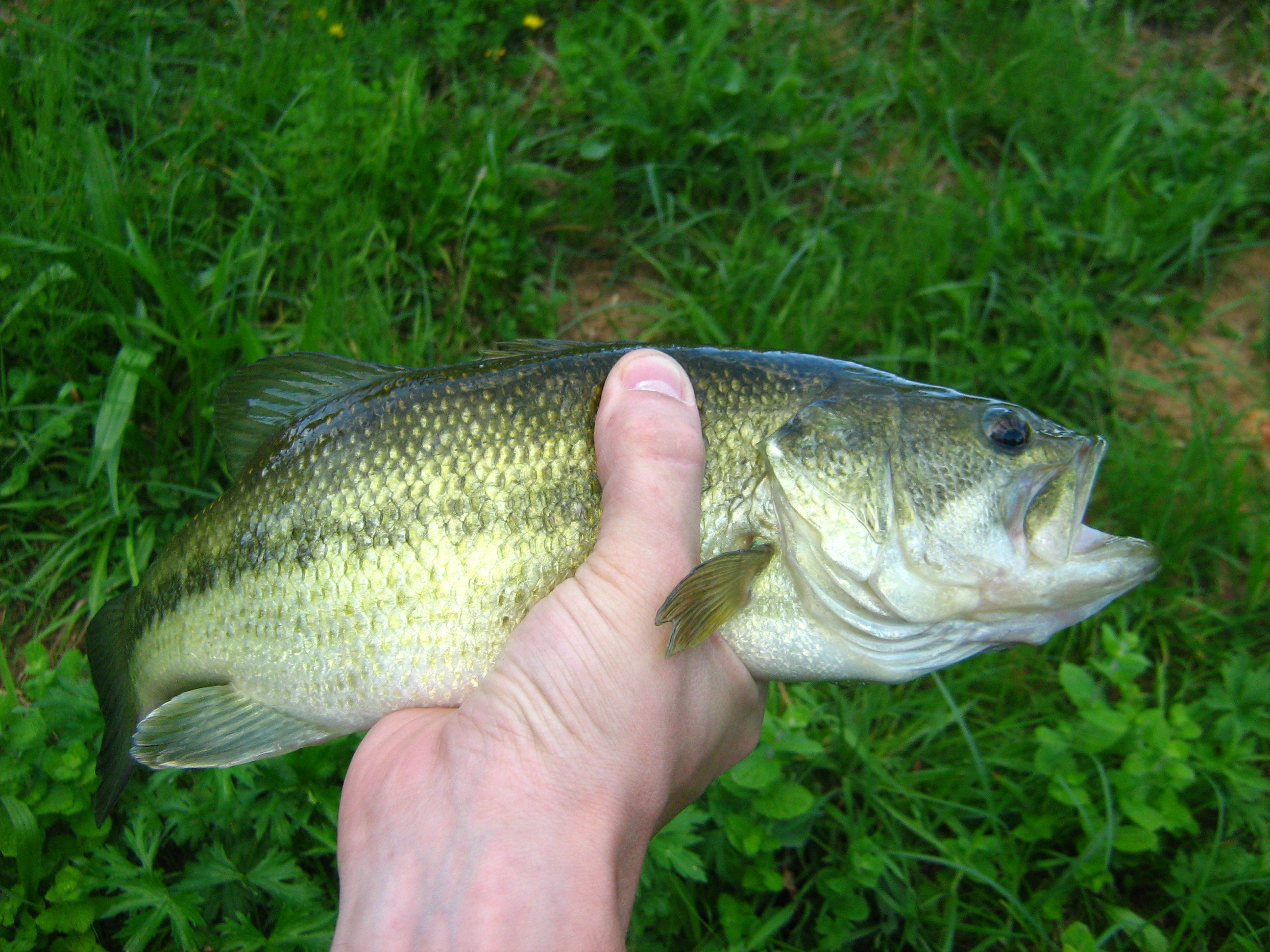
Franciaországban, a Dordogne folyóban fogott, körülbelül egy kilogrammos hal

### Internetes leírások a pisztrángsügérről
- A taxon adatlapja az ITIS adatbázisában. Integrated Taxonomic Information System. (Hozzáférés: 2012. január 4.)
- Black Bass Micropterus dolomieu Lacepède, 1802. BioLib.cz. (Hozzáférés: 2012. január 4.)
- Micropterus dolomieu Smallmouth bass (angol nyelven). Encyclopedia of Life. (Hozzáférés: 2012. január 4.)
- Micropterus dolomieu Lacepède, 1802 (angol nyelven). uBio. (Hozzáférés: 2012. január 4.)
- Micropterus dolomieu Lacepède, 1802. WoRMS World Register of Marine Species. (Hozzáférés: 2012. január 4.)
- Micropterus dolomieu. The Taxonomicon. (Hozzáférés: 2012. január 4.)
- Micropterus dolomieu smallmouth bass. ADW Animal Diversity Web. (Hozzáférés: 2012. január 4.)
- Micropterus salmoides introduced to Hungary from Germany Date of introduction: 1950s. Food and Agriculture Organization of the United Nations. (Hozzáférés: 2012. január 1.)